# استراتون
استراتون لامپساکوسی (Strato of Lampsacus) فیلسوف و دانشمند یونانی بود که در حدود ۲۸۸ ق م برآمد.
او معلم بطلیموس فیلادلفوس و جانشین تئوفراستوس در ریاست لوکیوم در حدود ۲۸۸ ق م بود.
استراتون کوشید تا نظریه‌های ارسطو و دموکریتوس را سازش دهد. او به توضیح مکانیکی و علت و معلولی جهان پرداخت.
او بیشتر به فیزیک علاقه‌مند بود و علمی‌ترین قسمت‌های فلسفهٴ ارسطویی را گسترش داد. مساعی ترکیبی او می‌توانست تأثیر عظیمی بر پیش‌رفت علم اعمال کند، ولی بسیار دیر شده بود، چون گرایش‌های تحلیلی، تجربی، و تمرکزگریز پیش‌تر پیروز شده بود.